# Antonio Ungar
Antonio Ungar (Bogotà, 1974) è uno scrittore colombiano.

## Biografia
Nato nel 1974 a Bogotà, vive e lavora tra l'Israele e la Palestina.
Dopo gli studi di architettura, ha vissuto un anno nella giungla nei pressi del fiume Orinoco prima di spostarsi in Messico, a Barcellona e a Manchester dove ha lavorato come giornalista.
Ha esordito nella narrativa nel 1999 con la raccolta di racconti Trece circos comunes alla quale ne hanno fatto seguito altre due, un libro per ragazzi e tre romanzi tra i quali Tre bare bianche ha conquistato il Premio Herralde nel 2010.

## Vita privata
D'origini ebree, sposatosi con la scrittrice palestinese Zahiye Kundos, si è convertito all'islamismo.

## Opere principali

### Racconti
- Trece circos comunes (1999)
- De ciertos animales tristes (1999)
- Trece circos y otros cuentos comunes (1994-2001) (2010)

### Romanzi
- Zanahorias voladoras (2004)
- Las orejas del lobo (2006)
- Tre bare bianche (Tres ataúdes blancos, 2010), Milano, Feltrinelli, 2012 traduzione di Pino Cacucci ISBN 978-88-07-01892-3.

### Letteratura per ragazzi
- Corazón de león (2016)

## Alcuni riconoscimenti
- Premio Herralde: 2010 vincitore con Tre bare bianche
- Premio Rómulo Gallegos: 2011 finalista con Tre bare bianche